# Andrzej Fogtt
Andrzej Fogtt (ur. 9 października 1950 w Poznaniu) – polski malarz, grafik i rzeźbiarz.

## Życiorys
Studiował w Państwowej Wyższej Szkole Sztuk Plastycznych w Poznaniu u Magdaleny Abakanowicz i Zdzisława Kępińskiego (1974). Autor projektu wizji architektonicznej „Wieży Jedności Europejskiej”, jako symbolu wspólnoty ludzkiej oraz „Bramy Świata” dla Chin.
Jest zdobywcą m.in. wyróżnienia na XI Ogólnopolskiej Wystawie Młodych w Sopocie (1976), Grand Prix XII Współczesnego Malarstwa Polskiego (Szczecin 1984), reprezentował też Polskę na Biennale w Wenecji w 1984. 26 maja 2009 z rąk sekretarza stanu w MKiDN Piotra Żuchowskiego odebrał Brązowy Medal „Zasłużony Kulturze Gloria Artis”. W dniu 6 stycznia 2023 roku odznaczony Złotą Odznaką Honorową Gryfa Zachodniopomorskiego.